# Střídavá péče
Střídavá péče (jinak též střídavá výchova, sdílené rodičovství, v angl. shared parenting ) je jedna z forem péče o dítě v případě, kdy rodiče po rozvodu nebo rozchodu žijí odděleně. Střídavá péče je dlouhodobě využívaná zejména v západoevropských zemích, Skandinávii, v Kanadě a USA (již od poloviny 80. let),[zdroj?] v Česku je prakticky možná od roku 1998 (tehdejší zákon o rodině). 
Na rozdíl od společné péče by měl být čas, který dítě stráví s každým z rodičů, stejný, minimálně podobný. Intervaly, ve kterých dochází ke střídání, mohou být v řádu několika dnů až týdnů, v některých případech i delší.
Od roku 2018 probíhá na Fakultě sociálních studií Masarykovy univerzity první velký výzkum střídavé péče v ČR pod vedením Petra Fučíka.

## Právní zakotvení
Aktuálně střídavou péči upravuje zákon č. 89/2012 Sb., občanský zákoník, který nabyl účinnosti 1. ledna 2014.
Tento zákon v § 906 odst. 1 říká: „Má-li být rozhodnuto o rozvodu manželství rodičů dítěte, soud nejprve určí, jak bude každý z rodičů napříště o dítě pečovat, a to s uvážením zájmu dítěte; s tímto zřetelem se od souhlasného stanoviska rodičů soud odchýlí jen tehdy, vyžaduje-li to zájem dítěte. Soud vezme v úvahu nejen vztah dítěte ke každému z rodičů, ale také jeho vztah k sourozencům, popřípadě i k prarodičům.“
Tentýž paragraf odst. 2: „Soud může rozhodnout i tak, že schválí dohodu rodičů, ledaže je zřejmé, že dohodnutý způsob výkonu rodičovské odpovědnosti není v souladu se zájmem dítěte.“
Dále pak § 907 odst. 1 říká: „Soud může svěřit dítě do péče jednoho z rodičů, nebo do střídavé péče, nebo do společné péče; soud může dítě svěřit i do péče jiné osoby než rodiče, je-li to potřebné v zájmu dítěte. Má-li být dítě svěřeno do společné péče, je třeba, aby s tím rodiče souhlasili.“
To znamená, že soud může o střídavé péči rozhodnout i bez souhlasu rodičů. Jinak řečeno, souhlas rodičů je nezbytný pouze u společné péče. Legislativně dle § 909 občanského zákoníku také platí: „Změní-li se poměry, soud změní rozhodnutí týkající se výkonu povinností a práv vyplývajících z rodičovské odpovědnosti i bez návrhu.“
Střídavou péčí se též opakovaně zabýval Ústavní soud. Nálezem ze dne 26. května 2014, sp. zn. I. ÚS 2482/13, je stanovena střídavá péče jako prioritní volba v případě rozchodu rodičů:
Je-li svěření dítěte do péče každé z (potenciálních) osob v jeho nejlepším zájmu, pak je zpravidla v jeho nejlepším zájmu svěření do péče všech těchto osob současně, neboť jen takto jsou zajištěny podmínky pro všestranný rozvoj dítěte a jen takovým postupem lze minimalizovat zásah do rodinného života dítěte.
(...) pokud jsou oba rodiče způsobilí dítě vychovávat, pokud oba mají o jeho výchovu zájem (§ 26 odst. 2 zákona o rodině) a pokud oba dbali kromě řádné péče o jeho výchovu po stránce citové, rozumové a mravní (§ 26 odst. 5 zákona o rodině), svěření dítěte do střídavé péče by mělo být pravidlem, zatímco jiné řešení je výjimkou, která vyžaduje prokázání, proč je v zájmu dítěte jiné řešení.
Další nález ze dne 30. května 2014, sp. zn. I. ÚS 1506/13, se vypořádává s častou námitkou vzdálenosti mezi bydlišti obou rodičů:
Z ústavněprávního hlediska pak neobstojí ani poukaz stěžovatelky na velkou vzdálenost mezi bydlišti obou rodičů, neboť toto hledisko samo o sobě není dle názoru Ústavního soudu důvodem, který by a priori vylučoval vhodnost střídavé výchovy nezletilého dítěte.
Nález ze dne 25. 9. 2014, sp. zn. I. ÚS 3216/13:
Práva rodičů na péči o dítě jsou totiž zásadně shodná a toto právo jednoho z rodičů není plně naplněno stykem po třetinu času.
Další nález ze dne 30. 12. 2014, sp. zn. I. ÚS 1554/14, se detailně věnuje střídavé péči a kvalitě komunikace mezi rodiči:
Již samotná střídavá péče totiž může být impulsem ke zlepšení komunikace a lepší spolupráci rodičů.
Je však nesporné, že špatná či přímo konfliktní komunikace mezi rodiči může mít negativní vliv na osobnostní rozvoj dítěte. Proto ve výjimečných případech, kdy ani pokusy o nápravu ze strany soudů neměly na zlepšení komunikace vliv, mohou soudy střídavou péči vyloučit. Musí přitom zjistit, na straně kterého z rodičů leží příčina nevhodné komunikace, a zohlednit toto zjištění při svěřování dítěte do péče pouze jednoho z rodičů. Dítě by pak mělo být svěřeno do péče právě toho z rodičů, který je ochotný s druhým z rodičů komunikovat a nebránit mu ve styku s dítětem. Závěrem Ústavní soud zdůrazňuje, že rozhodnutí soudu, kterým nevyhoví rodiči žádajícímu střídavou péči, musí být podrobně a přesvědčivě odůvodněno a musí být náležitě vyloženo, na základě jakých skutečností nebylo v konkrétním případě rodiči vyhověno a jaké kroky byly podniknuty k případnému odstranění daných překážek.
Současně ale platí, že rozhodujícím kritériem je vždy zájem dítěte:
Kritériem pro svěření dítěte do střídavé péče není (často jen subjektivní) přání konkrétního rodiče, nýbrž především tzv. nejlepší zájmy dítěte (srov. čl. 3 Úmluvy o právech dítěte), které jako objektivní faktor musí být při rozhodování soudů prioritním hlediskem. Obecné soudy se současně musí snažit nalézt řešení, které nebude omezovat ani právo rodiče zaručené v čl. 32 odst. 4 Listiny podle požadavků proporcionality zásahu do jeho základních práv. Střídavou péči proto lze před ostatními modely péče upřednostnit jen tehdy, je-li s přihlédnutím ke všem okolnostem případu, a to jak v kladném nebo záporném smyslu, nejvhodnějším uspořádáním zohledňujícím prioritní zájem dítěte.

## Návrh na střídavou péči
Návrh na střídavou péči se podává písemně u okresního soudu, v jehož obvodu má dítě své bydliště. Podle zákona ani jeden z rodičů nemůže zastoupit dítě, jde-li o právní úkony ve věcech, při nichž by mohlo dojít ke střetu zájmu mezi rodiči a dítětem. Dítěti bude proto soudem ustanoven opatrovník (orgán sociálně-právní ochrany dětí). V návrhu na střídavou péči je doporučeno popsat sebe, dítě i druhého rodiče. Vztahy v rodině, svůj vztah k dítěti a důvody, proč dítě chcete mít ve střídavé péči. Z návrhu by mělo být jasné že jste schopen (schopna) se o dítě postarat jak po výchovné tak po hmotné stránce.

## Předpoklady pro rozhodnutí o střídavé péči
Při rozhodování o svěření dítěte do výchovy rodičů soud sleduje především zájem dítěte s ohledem na jeho osobnost, zejména vlohy, schopnosti a vývojové možnosti, a se zřetelem na životní poměry rodičů. Dbá, aby bylo respektováno právo dítěte na péči obou rodičů a udržování pravidelného osobního styku s nimi.
V zákoně jsou stanoveny základní podmínky pro uložení střídavé péče. Zákon však nestanovuje například frekvenci střídání (po týdnu, po 14 dnech, atd.), proto je vhodné, aby se rodiče na četnosti dohodli. Pokud dohoda není možná, pak o frekvenci rozhoduje soud, který musí mít na zřeteli hlavně zájem dítěte.

## Formy střídavé péče
Střídavá péče může mít mnoho časových forem. U menších dětí je možno zavést střídání v kratších časových intervalech, po 2 nebo 3 dnech. Podle Daniely Kovářové zahrnují moudřejší rodiče do „svého” týdne alespoň jedno odpoledne, kde se zejména menší dítě, setká s druhým rodičem. Kovářová tvrdí, že podle psychologů se u menších dětí z důvodu stýskání nedoporučují intervaly delší než týden, starší děti mohou mít intervaly delší, týden nebo dva týdny. „Existují však i fungující uspořádání, v nichž se rodiče střídají v péči po měsíci nebo čtvrt roce.“ Časové rozložení péče rodičů nemusí být jen v poměru 50 : 50, ale i v jiném (60 : 40, 55 : 45). Kvůli výchovnému působení by mělo dítě mít možnost trávit s každým rodičem minimálně 30% času (což platí i pokud je dítě v péči pouze jednoho rodiče).

## Role matky a otce ve výchově dítěte
V životě dětí jsou matka a otec nejdůležitějšími osobami vůbec. Když je rodina pohromadě i když se rozdělí. Vliv na dítě ze strany matky a otce je nezastupitelný, nelze ho ničím nahradit. Každý z rodičů má většinou jiný styl výchovy, který dítěti předává jistý model chování. Od matky se dítě učí jak být ženou a s ženami komunikovat, od otce se učí jak komunikovat s muži a být mužem. Děti se tímto učí, jak spolu opačná či stejná pohlaví komunikují (Mertin, 2004). Taktéž výzkumy prokázaly nenahraditelnost obou rodičů, jelikož s oběma rodiči se vyvíjí naprosto odlišný vztah. Warshak (1996) dokonce poukazuje na to, že by dítě mělo vyrůstat v péči rodiče se stejným pohlavím. Z výzkumů, které proběhly v USA, bylo zjištěno, že chlapci vyrůstající s otcem nemají tak velké problémy při začleňování jako chlapci vyrůstající u matek. Tato informace ovšem nejde brát plošně a není nutné vždy chlapce svěřovat do péče otců. Pokud je chlapec svěřen do péče matky, je ovšem nutné, aby byl udržovaný pravidelný kontakt s otcem. Zde se otevírá možnost střídavé péče, kde má každý rodič rovnocenné právo starat se o své dítě.

## Výživné na dítě při střídavé péči
Povinnost přispívat finančně na výživu dítěte při střídavé péči nezaniká. Jestliže mají rodiče přibližně stejné příjmy, mohou mít za povinnost posílat si na výživu dítěte navzájem přibližně stejné částky. Převyšuje-li příjem jednoho rodiče významně příjem druhého rodiče, platí rodič s vyšším příjmem i vyšší výživné. Jestliže mají rodiče přibližně stejné příjmy, výživné nemusí být stanoveno (tím nezaniká jejich povinnost vyživovat dítě).
Legislativně bychom se mohli opřít o § 913 odst. 1 „ Pro určení rozsahu výživného jsou rozhodné odůvodněné potřeby oprávněného a jeho majetkové poměry, jakož i schopnosti, možnosti a majetkové poměry povinného.“ A odst. 2 téhož paragrafu „Při hodnocení schopností, možností a majetkových poměrů povinného je třeba také zkoumat, zda se povinný nevzdal bez důležitého důvodu výhodnějšího zaměstnání či výdělečné činnosti nebo majetkového prospěchu, popřípadě zda nepodstupuje nepřiměřená majetková rizika. Dále je třeba přihlédnout k tomu, že povinný o oprávněného osobně pečuje, a k míře, v jaké tak činí; přihlédne se popřípadě i k péči o rodinnou domácnost.“ Advokátka se specializací na rodinné právo Daniela Kovářová říká, že „dosahuje-li míra péče poloviny doby, mělo by být výživné stanoveno nebo sníženo úměrně této době.“

## Doporučené podmínky pro ideální zvládnutí střídavé péče
- společná komunikace obou rodičů ohledně výchovy
- zachování podobných výchovných postupů
- vzájemná tolerance a respekt obou rodičů
- vzájemná snaha o zachování školní a předškolní docházky v jednom místě bydliště

## Názor veřejnosti a odborníků
Mezi názory odborné veřejnosti na střídavou výchovu panuje neshoda. Většina odborníků, např. Václav Mertin, Jiří Tyl, Taťjana Horká, se ke střídavé péči po rozchodu rodičů spíše přiklánějí s tím, že dítě není ochuzeno o péči ani jednoho z rodičů, vidí výhody v zapojení obou rodičů do procesu výchovy a také do odpovědnosti za výchovu.
Někteří odborníci střídavou péči spíše odmítají z důvodu ztráty pocitu domova a negativního dopadu na dětskou psychiku častým stěhováním. Daniela Kovářová říká: „Střídavou péči jen tehdy, jsou-li oba rodiče schopni se na ní dohodnout.“

## Výzkum střídavé péče v ČR
Výzkum střídavé péče v ČR probíhá pod vedením Mgr. Petra Fučíka, PhD. na Fakultě sociálních studií Masarykovy univerzity. Výzkumný tým s výsledky výzkumu seznamuje odbornou i laickou veřejnost. Na podzim roku 2022 fakulta vydává přehledovou studii s názvem Nové formy rodičovství: Střídavá péče a hledání jejích důsledků pro děti – přehledová studie vyšla v podzimním čísle odborného časopisu Sociální studia. 

## Dlouhodobě pozitivní praxe
V ČR je možnost střídavé péče v zákoně zakotvena prakticky od roku 1998, a tedy její první „absolventi“ už reálně dosáhli plnoletosti. Navzdory odpůrcům není známá žádná studie, která by prokazovala obecné negativní dopady střídavé výchovy. Naopak lze dohledat mnoho konkrétních zdrojů, kde si sami „absolventi“ střídavou péči chválí a „jsou za ni vděční“ (např. velmi obsáhlý materiál v tištěném magazínu Reflex č. 17/2015 obsahuje na celkem 9 stranách kazuistiky rodin, které si tento systém chválí, po mnoha letech zkušeností – online dostupné pouze v placené verzi).
Jiná praktická mnohaletá zkušenost hovoří také o tom, že střídavá péče je ve výsledku pro dítě pozitivní a bezproblémová, i když byla původně nařízena proti vůli matky.
Všechny uvedené české kauzy prakticky potvrzují podobné zkušenosti ze zahraničí, kde kladných je drtivá většina.[zdroj?]

## Statistiky střídavé péče v ČR
V České republice je střídavá péče prozatím pro řadu lidí jen obtížně přijatelná. Jedním z důvodů jsou stereotypy zakořeněné ve společnosti o mateřské a otcovské roli. Přesto počet dětí svěřených do střídavé péče vykazuje rok od roku jednoznačný růst.
| Rok  | Počet dětí svěřených do střídavé péče | Počet dětí svěřených do střídavé/společné péče pro případ rozvodu | Celkový počet |
| ---- | ------------------------------------- | ----------------------------------------------------------------- | ------------- |
| 2005 | 432                                   | -                                                                 | 432           |
| 2006 | 542                                   | -                                                                 | 542           |
| 2007 | 621                                   | -                                                                 | 621           |
| 2008 | 852                                   | 1 254                                                             | 2 106         |
| 2009 | 1 086                                 | 1 527                                                             | 2 613         |
| 2010 | 1 184                                 | 1 677                                                             | 2 861         |
| 2011 | 1 485                                 | 1 945                                                             | 3 430         |
| 2012 | 1 571                                 | 2 121                                                             | 3 692         |
| 2013 | 2 039                                 | 2 483                                                             | 4 522         |
| 2014 | 2 459                                 | 2 790                                                             | 5 249         |
| 2015 | 3 003                                 | 3 443                                                             | 6 446         |

## Střídává péče v Evropě
Na Slovensku a v Německu je střídavá péče praktikována podobně jako v České republice. V Polsku neexistuje její právní úprava, což znamená, že není standardně soudy nařizována. V Maďarsku a Itálii je střídavá péče považována za výchovný model, který by mohl potenciálně ohrozit vývoj dítěte, a proto se využívá jen výjimečně. V Dánsku se střídavá péče neuplatňuje vůbec. Ve Francii je střídavá péče nejprve nařizována na zkušební dobu a následně buď potvrzena jako vhodná pro dítě, nebo zrušena, pokud se ukáže jako nevhodná.